# イワタ
株式会社イワタ（英: IWATA CORPORATION）は書体の開発・販売を行う企業。1920年設立。本社は東京都千代田区岩本町。社長は水野昭。独URW社の代理店として欧文書体や書体開発用機械の販売も行う。

## 概要
活字を鋳造する際の鋳型となる活字母型（ぼけい）の製造を長年にわたって手がけるとともに、組版環境の時代変化に合わせ、写植用書体の提供や、自社によるデジタルフォント開発を行ってきた日本有数のフォントベンダーである。現在にいたるまで国内各新聞社の標準となっている新聞本文の「扁平活字」や、小学校教科書用の教科書体、ユニバーサルデザインの概念を取り入れた「UDフォント」を生み出し普及させたことでも知られる。

## 歴史
岩田百蔵が1920年、「岩田活版母型製造所」として東京市京橋区木挽町に創業した。活字メーカーである東京築地活版製造所や秀英舎（現・大日本印刷）の母型製造を皮切りに、昭和に入ると中華民国や満州国の新聞社などから大量受注した母型生産を手掛けて急成長。1933年には、日本タイプライターが開発していた万能活字鋳造機（1934年発売）用の母型を開発製造した。
後年、モリサワが発売した写植およびデジタルフォントの「リュウミン」書体で知られる大阪の活字メーカー、森川龍文堂活版印刷所の森川健市とは、母型製造を岩田活版母型が手掛ける提携関係にあった。1939年には新聞統制（1938年開始）に伴う用紙規制に対応する新聞本文用書体として、初の「扁平活字」（五号扁平活字）を森川が開発し、岩田活版母型が母型を製造。1941年の朝日新聞社の採用を皮切りに全国の100社を超える新聞社に採用され、国内新聞書体の代表書体となった。森川は戦後、岩田母型の大阪支店長を務めた。
1947年、東京都大田区に新工場を開設。株式会社化して商号を「岩田母型製造所株式会社」に変更した。1950年に国内母型業者では初めてベントン母型彫刻機を導入し、電胎母型製造と並行してベントン彫刻母型による新書体の開発を開始。大手印刷会社に大量納入した。1955年には事務機部門を設置してタイプライター用活字の製造販売を開始。1966年には小学校教科書向けの「教科書体」（岩田教科書体）を開発し、業界の標準書体となった。
1960年代以降、活字に代わり写真植字による組版が普及してきたことを受け、自社の明朝体、ゴシック体や新聞書体、教科書体を写植用書体として写植機メーカーの写研、モリサワ、リョービに提供するとともに、ベントン用アナログ原字をベースにデジタルフォント開発を行うデジタル文字部門を自社内に開設し、1979年には日立製作所中央研究所から48ドットゴシック体のJISコード一式を初めて受注した。
さらにワードプロセッサの普及など、デジタルフォントの需要増を受けて1988年、デジタル文字部門を「株式会社イワタエンジニアリング」（山形県天童市、現・山形事業部）として独立させ、独URW製フォント作成ツール「IKARUS」を導入してドットおよびアウトラインフォントの制作を開始。明朝体とゴシック体をハイデルベルグPMT（現・ハイデルベルグ・ジャパン）、教科書体をリョービに提供したほか、新規開発を含む多くの書体を1996年以降、PostScript、CID、TrueTypeなどの各フォント形式で「イワタ書体ライブラリー」として発売している。
1995年には官公庁向け戸籍システム用としてイワタ中細明朝体を開発。1990年代後半以降、読売新聞、朝日新聞、中日新聞など独自書体を持つ大手新聞各社の電算写植廃止とDTP化に伴う文字のデジタルフォント化作業を手がけた。2001年、岩田母型製造所とイワタエンジニアリングが「株式会社イワタ」として経営統合した。

## 保有書体

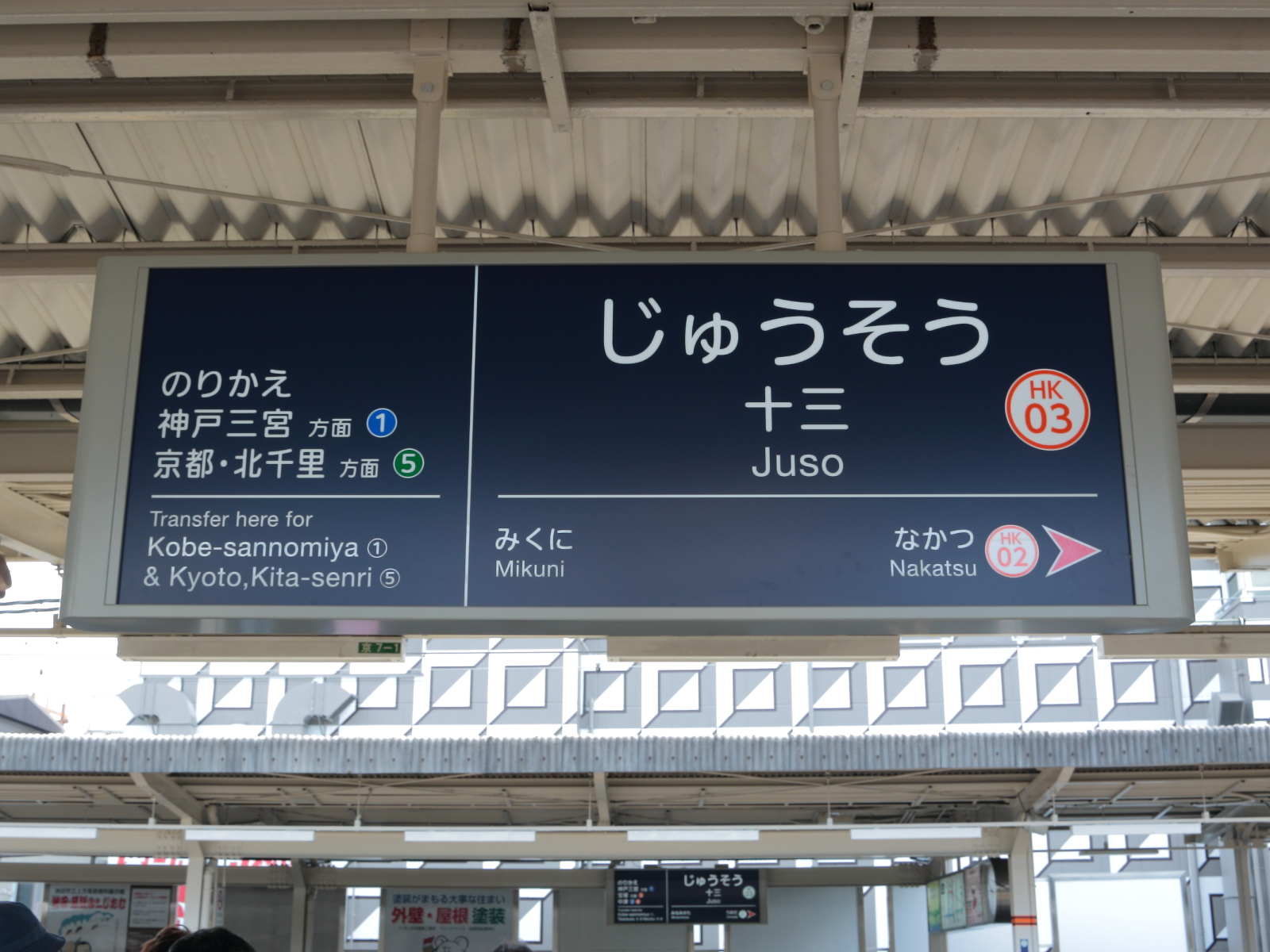
写研製ナールに代わって阪急電鉄が2010年以降、各種掲示標準書体として採用しているイワタUD丸ゴシック（十三駅）

書体は明朝体、ゴシック体などの本文用が主で、弘道軒から譲渡された清朝体、森川龍文堂の龍宋体なども保有する。正楷書体は大間善次郎が種字を彫った。
1970年代から取り組んでいるデジタルフォント部門では、ビットマップやスクリーン向けの書体開発を行うとともに、活字メーカーのモトヤ出身で、1960年代から1990年代にかけて写植機メーカー・写研の文字制作部門責任者を務めた書体設計士、橋本和夫（イワタ顧問）の指導監修を受け、「イワタ新ゴシック体」（1998年～2005年）などの新規書体開発や、「イワタ明朝体オールド」（2000年）をはじめとする自社保有活字書体の調整復刻、自社がデジタルフォント化を手掛けた朝日新聞社の本文・見出し用各種フォントなどを、パソコン用デジタルフォントとして一般に販売している。
さらに松下電器（現・パナソニック）の依頼で、ユニバーサルデザインの概念を取り入れた初の日本語UDフォント「イワタUDフォント」シリーズを開発し、2006年から販売。日本語UDフォントのパイオニアとして各種機器、表示などに広く使用されている。